# Super Mario Sunshine
Super Mario Sunshine (jap. スーパーマリオサンシャイン, Sūpā Mario Sanshain) ist ein Videospiel des Genres 3D-Jump-’n’-Run und Action-Adventure. Der japanische Videospielkonzern Nintendo veröffentlichte es am 19. Juli 2002 in Japan für seine stationäre Spielkonsole GameCube. In Nordamerika kam das Spiel Ende August und in Europa Anfang Oktober auf den Markt. Es handelt sich um den Nachfolger von Super Mario 64 (N64, 1996) und um den einzigen für den GameCube veröffentlichten Teil der Super-Mario-Reihe.
Der Spieler übernimmt in Super Mario Sunshine die Rolle des titelgebenden Klempners Mario, der fälschlicherweise beschuldigt wird, die Insel Isla Delfino großflächig verschmutzt zu haben. Zum Säubern der Insel verurteilt, erhält Mario die multifunktionale Wasserspritze „Dreckweg 08/17“ (im Englischen: „F.L.U.D.D.“ für „Flash Liquidizer Ultra Dousing Device“). Dieses zum Sprechen befähigte Gerät dient als wasserbasiertes Reinigungswerkzeug und Transportmittel in Form eines Raketenrucksacks gleichermaßen. Der Dreckweg 08/17 stellt die wichtigste Neuerung innerhalb des auf Super Mario 64 aufbauenden Spielprinzips dar.
Für die etwa anderthalb Jahre dauernde Entwicklung von Sunshine war die Nintendo-Abteilung Entertainment Analysis & Development zuständig. Die Serienschöpfer Shigeru Miyamoto und Takashi Tezuka fungierten lediglich als Produzenten, die Projektleitung hatten stattdessen Yoshiaki Koizumi und Kenta Usui inne. Den Soundtrack des Spiels komponierten Kōji Kondō und Shinobu Tanaka.
Nach der Veröffentlichung erhielten insbesondere das Spielkonzept, die Gestaltung der Spielabschnitte, die Steuerung und die Atmosphäre großes Lob und führten weltweit zu Höchstbewertungen in der einschlägigen Spielepresse. Die Führung der virtuellen Kamera, die Handlung und die Sprachausgabe konnten dagegen nicht überzeugen und waren häufig Gegenstand der Kritik seitens der Rezensenten und Super-Mario-Fans. Ebenso kritisierten viele Stimmen, dass Sunshine den hohen Erwartungen an einen Nachfolger von Mario 64 nicht gerecht geworden sei und sich zudem nicht gut in die Super-Mario-Reihe einfüge.
Mit weltweit etwa sechs Millionen abgesetzten Exemplaren stellt Sunshine die dritterfolgreichste Veröffentlichung für den ein Jahr zuvor erschienenen GameCube dar. 2007 erschien der Nachfolger Super Mario Galaxy für die Wii.
Super Mario Sunshine erschien im Rahmen des 35. Jubiläum von Super Mario als Teil der Kollektion Super Mario 3D All-Stars für Nintendo Switch.

## Handlung
Der Klempner Super Mario begibt sich mit Prinzessin Peach aus dem Pilzkönigreich, einer Handvoll Toad-Begleiter und dem Butler Toadsworth auf eine Urlaubsreise nach Isla Delfino, einer fiktiven tropischen Insel. Bei ihrer Landung am Flughafen stellen die Urlauber fest, dass ganz Isla Delfino mit magischem Schleim beschmiert wurde. Die Einheimischen fordern Mario auf, das Flughafengebiet zu reinigen, und händigen ihm die von Professor I. Gidd entwickelte Wasserdüse „Dreckweg 08/17“ aus, die zum Sprechen befähigt ist und ein Eigenleben besitzt. Der Klempner schnallt sich das Gerät auf den Rücken und reinigt den Flughafen vom schädlichen Schleim sowie den daraus entstandenen Monstern.
Das Leben auf der Urlaubsinsel wird von der Verschmutzung erheblich beeinträchtigt. Sie ist der Grund für das Verschwinden der Insignien der Sonne, denen die Kraft der Sonne innewohnt, von welcher die Insel ihre Energie bezieht. Deshalb herrscht nun auf Isla Delfino eine Finsternis. Hinzu kommen viele weitere Unannehmlichkeiten, die der Schleim und die Monster den einheimischen Palmas und Paradisos bereiten. Bei dem Übeltäter hinter dem Ganzen handelt es sich um einen als „Mario Morgana“ bezeichneten Doppelgänger des Klempners. Das Gericht von Isla Delfino hält jedoch fälschlicherweise Mario selbst für den Schuldigen, weshalb es ihn dazu verurteilt, nun auch die gesamte Insel vom Schleim zu befreien und die Insignien der Sonne zurückzubringen. Diese Mission nimmt Mario mithilfe des Dreckweg 08/17 am Tag nach der Verurteilung auf.
Kurz darauf wird Prinzessin Peach in der Inselhauptstadt Piazza Delfino vom böse gesinnten Doppelgänger entführt. Nach einer kurzen Verfolgung kann Mario sie befreien. Dem Übeltäter gelingt jedoch die Flucht durch ein magisches Graffito, das er mithilfe seines Zauberpinsels erschaffen hat. Später erscheint Mario Morgana erneut in Piazza Delfino und verschleppt die Prinzessin zum Vergnügungspark Parco Fortuna. Mario nimmt die Verfolgung auf und muss sich im Park einem von seinem Widersacher kontrollierten Riesen-Roboter stellen, der das Ebenbild des Bösewichts Bowser ist. Anschließend offenbart Mario Morgana seine wahre Identität – er ist in Wahrheit Bowsers Sohn, Bowser Jr. Er erklärt, dass er Prinzessin Peach für seine Mutter hält und sie deswegen für sich beanspruchen möchte. Daraufhin flieht er mit Prinzessin Peach zum Vulkan Collina Korona.
Nachdem Mario in allen sieben Gebieten der Insel – darunter ein Bergdorf, ein Hafen, ein Strand sowie ein Hotel – seinen Gegenspieler Mario Morgana im Kampf besiegt hat, wird Piazza Delfino von einer Überschwemmung heimgesucht. Dadurch öffnet sich ein Zugang zu Collina Korona, durch welchen Mario das Versteck von Bowser Jr. betritt. Im Vulkan kämpft sich der Klempner bis zur Bergspitze durch, wo sich eine überdimensionale Badewanne befindet, in der sich Bowser mit seinem Sohn und Prinzessin Peach im Rahmen eines vermeintlichen Familienurlaubs aufhält. Nach einem großen Kampf kippt die riesige Wanne um und ihre Insassen stürzen in die Tiefe. Mario und Prinzessin Peach landen unbeschadet auf einer kleinen Insel nahe Isla Delfino, doch der Dreckweg 08/17 erleidet irreparabel scheinende Schäden. Bowser und sein Sohn kommen indes auf einer schwimmenden Plattform auf, wo Bowser seinem Sohn erklärt, dass Prinzessin Peach in Wahrheit nicht seine Mutter ist.
Die befreiten Insignien der Sonne versammeln sich währenddessen an der Porta Sole, dem Wahrzeichen der Insel. Die Kraft der Sonne ist wiederhergestellt und die gesamte Insel von Mario Morganas Schleim befreit. Diesen Anlass feiern die Einheimischen mit einem großen Fest in Piazza Delfino. Währenddessen haben die Toads den Dreckweg 08/17 wieder repariert. Gemeinsam mit der Wasserdüse, die Mario das gesamte Abenteuer über ein treuer Gefährte war, beginnt für Mario und Peach der eigentliche Urlaub.

## Spielbeschreibung

### Spielprinzip und -ablauf
Der Spieler steuert in Super Mario Sunshine die Spielfigur Mario mithilfe des GameCube-Gamepads durch die dreidimensionalen Spielwelten. Die virtuelle Kamera zeigt das Geschehen aus der Third-Person-Perspektive und verfolgt die Spielfigur automatisch und kann zugleich manuell kontrolliert werden. Den Spielfortschritt kann der Spieler nach dem Abschluss einer Mission sowie jederzeit in der Oberwelt speichern, wozu eine Memory Card erforderlich ist. Sunshine bietet keinen Mehrspieler-Modus und kann somit ausschließlich allein gespielt werden.
Super Mario Sunshine startet mit einer vorberechneten Filmsequenz und übergibt anschließend dem Spieler die Kontrolle. Während des als Tutorial fungierenden Spielbeginns am Flughafen von Isla Delfino erhält Mario den Dreckweg 08/17. Anschließend gelangt die Spielfigur nach Piazza Delfino, das für den restlichen Verlauf als Oberwelt sowie als Ausgangspunkt für jeden gespeicherten Spielstand dient. Je nach der Anzahl der gesammelten Insignien werden in Piazza Delfino Skriptsequenzen ausgelöst, die weitere spielerische Möglichkeiten freischalten. So kann die Spielfigur mit zunehmendem Fortschritt mehr Inselabschnitte über die Oberwelt erreichen.
Insgesamt gibt es im Spiel sieben solcher Level mit je acht Kapiteln. Innerhalb eines Levels sind die Kapitel in der vorgegebenen Reihenfolge zu bewältigen, und für jedes absolvierte Kapitel erhält Mario eine Insignie [sic!] der Sonne. Die einzelnen Kapitel eines Levels bauen aufeinander auf, denn manche Aktionen Marios verändern die Spielwelt im folgenden Kapitel. Häufige Missionsziele bestehen beispielsweise darin, einen Endgegner ausfindig zu machen und zu besiegen, einen Parcours zu bewältigen, acht versteckte Rote Münzen zu sammeln, Mario Morgana zu verfolgen und aufzuhalten oder ein Rennen gegen den Athleten Palmathon zu gewinnen. Darüber hinaus existieren viele versteckte Insignien. Außerdem gibt es an ältere Super-Mario-Spiele angelehnte Missionen, in denen Mario lineare Parcours ohne die Hilfe des Dreckweg 08/17 bestreiten muss. Weil diese Parcours quasi in der Luft schweben, muss der Spieler nach einem Fehler wieder vom Beginn anfangen. Überdies ist über die ganze Spielwelt eine Vielzahl an Blauen Münzen verteilt, die zum Vorschein treten, wenn von Mario Morgana angebrachte Graffiti entfernt oder andere Aufgaben bewältigt werden. Je zehn Blaue Münzen kann Mario in Piazza Delfino gegen eine Insignie der Sonne eintauschen. Zusätzlich erhält Mario in jedem Level eine Insignie, wenn er 100 Gelbe Münzen sammelt. Diese sind über die ganze Spielwelt verteilt und befinden sich zudem in Objekten und Gegnern.
Das Ziel des Spielers ist es, den Kampf gegen den Endboss zu bewältigen. Um diesen freizuschalten, muss der Spieler in jedem Level das siebte Kapitel absolviert haben. Sammelt der Spieler sämtliche 120 im Spiel enthaltenen Insignien der Sonne ein und besiegt den Endgegner, wird eine Bonus-Endszene gezeigt.
Mario verfügt über acht Trefferpunkte, die in Form einer HUD-Anzeige visualisiert werden. Wenn die Spielfigur von einem Gegner verletzt wird, aus zu großer Höhe auf den Boden stürzt oder anderweitigen Gefahren ausgesetzt ist, verliert sie mindestens einen Trefferpunkt. Marios Energie regeneriert sich wieder, wenn er Münzen einsammelt. Sinkt die Energie jedoch auf null, verliert Mario einen Versuch und muss die aktuelle Mission von vorn beginnen. Nach dem Verlust sämtlicher Versuche erscheint der Game-over-Bildschirm. Zusätzliche Versuche erhält der Spieler, wenn er grüne 1-Up-Pilze einsammelt. Im Gegensatz zu den meisten Super-Mario-3D-Spielen werden gesammelte Leben gespeichert, sodass bei Laden eines zuvor gespeicherten Spielestands sämtliche zuvor gesammelten Leben noch erhalten sind.

### Grundlegende Fähigkeiten und Kamerasteuerung

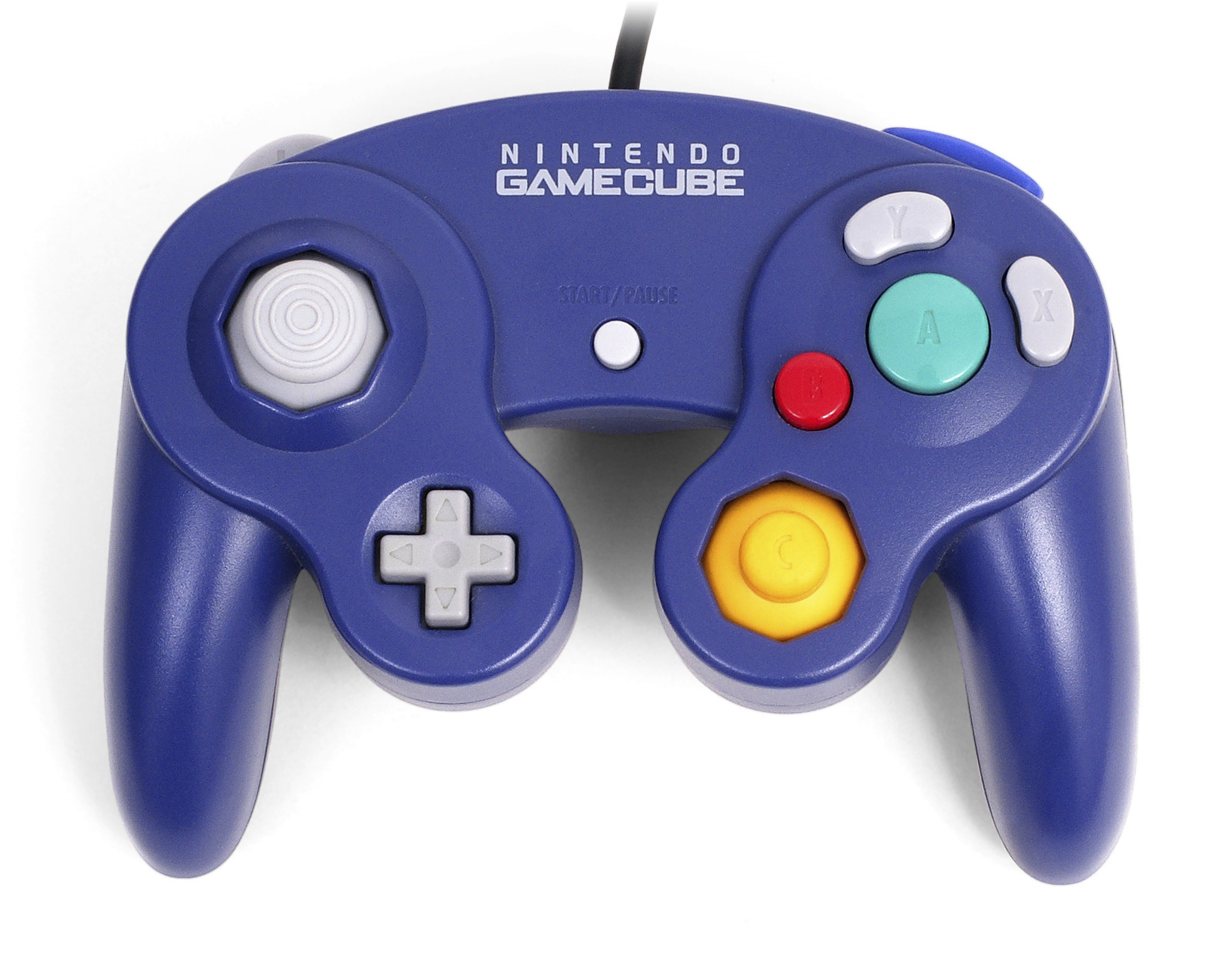
Der Spieler steuert Super Mario Sunshine mit einem GameCube-Controller. Das Spiel unterstützt Force Feedback.

Mithilfe des Analog-Sticks auf dem Nintendo-GameCube-Controller lässt der Spieler Mario gehen und steuert seine Laufrichtung. Je stärker der Stick geneigt wird, desto schneller bewegt sich die Spielfigur fort. Die A-Taste lässt Mario Sprünge ausführen, mithilfe der B-Taste kann er kontextsensitiv mit Nicht-Spieler-Charakteren (NPC) sowie der Umgebung interagieren. Die meisten gewöhnlichen Gegner kann Mario besiegen, indem er ihnen auf den Kopf springt. Neben diesen Hauptaktionen verfügt Mario über weitere Techniken: Beim Wandsprung stößt er sich in der Luft von einer vertikalen Plattform ab, und beim Dreiersprung vollführt er drei Sprünge hintereinander, wobei der letzte ihn besonders hoch in die Luft befördert. Darüber hinaus stehen ihm der Drehsprung, der Seitwärtssalto und die Stampfattacke zur Verfügung. Mit Letztgenannter kann Mario Gegner bekämpfen, bestimmte Gegenstände zerstören sowie das Kanalisationssystem von Isla Delfino betreten. Auch kann Mario schwimmen und für begrenzte Zeit tauchen – taucht er nach einer bestimmten Zeit nicht wieder auf, ertrinkt er (die Anzeige ist nicht mehr dieselbe wie in Super Mario 64, so kann Mario durchs Auftauchen keine Schäden mehr heilen). Außerdem ist es der Spielfigur möglich, Früchte zu tragen und zu werfen, sich an Plattformen festzuhalten, auf Palmen, Stangen und an Gittern zu klettern, über den Boden zu rutschen und über Drahtseile zu balancieren und diese als Trampolin zu zweckentfremden. Die einzelnen genannten Aktionen kann der Spieler übergangslos hintereinander ausführen, wobei einzig die Stampfattacke eine kurze Abklingzeit mit sich bringt.
Mithilfe des gelben C-Sticks kann der Spieler die Kamera um die Spielfigur herum drehen sowie zoomen; in der kleinsten Einstellung nimmt Mario etwa ein Fünftel des Bildschirmes ein und in der größten ungefähr ein Dreizehntel. Per Tastendruck kann die Kamera hinter Mario zentriert werden; außerdem kann der Spieler die Kamera direkt hinter Marios Schulter einstellen, um sich von dort aus Marios aktueller Position in der virtuellen Welt umsehen zu können. Befindet sich zwischen der Kamera und der Spielfigur eine Wand, so ist die Spielfigur nur noch als Silhouette erkennbar.

### Dreckweg 08/17 und Yoshi
Das zentrale Spielelement in Super Mario Sunshine ist die sprechende Wasserspritze Dreckweg 08/17, die dem Spieler – abgesehen von speziellen Parcours-Leveln – das gesamte Abenteuer über zur Verfügung steht und mitunter Hinweise gibt. Mit dem Dreckweg 08/17 kann der Klempner die magischen Schmierereien sowie Graffiti entfernen und Gegner bekämpfen. Außerdem ist die Wasserdüse ein zentrales Element zum Lösen von Rätseln. Gelegentlich kann das Entfernen von Geschmiere sogar die Spielwelten verändern, indem etwa ein vom Schleim verschlucktes Gebäude oder ein versunkener NPC freigelegt wird.
Mit der rechten Analog-Schultertaste aktiviert der Spieler die Wasserdüse des Dreckweg 08/17. Wird die Taste nur leicht gedrückt, spritzt Mario Wasser und kann gleichzeitig laufen. Wenn der Spieler die Taste bis zum Anschlag drückt, bleibt Mario stehen, sodass die Ausrichtung des Wasserstrahls kontrollierbar ist. Unten rechts im HUD ist die Wassertank-Anzeige sichtbar, die beim Einsatz des Dreckweg 08/17 sinkt. Der Tank füllt sich auf, wenn Mario in Kontakt mit Wasser gerät, eine neue Düse ausrüstet oder Wasserflaschen einsammelt.
Der Dreckweg 08/17 hat stets zwei Düsen ausgerüstet, zwischen denen der Spieler jederzeit wechseln kann und die gewissermaßen als Power-up fungieren. Die Schwebedüse ermöglicht es, einige Sekunden lang wie mit einem Raketenrucksack über den Boden zu schweben und so etwa Abgründe zu überwinden oder sich nach einem missglückten Sprung wieder auf eine sichere Plattform zu retten. Neben der horizontalen Bewegung befördert die Schwebedüse den Klempner auch leicht in die Höhe. Daneben gibt es zwei weitere Düsen, die Mario erst ab einem bestimmten Spielfortschritt zur Verfügung stehen. Wenn er eine entsprechende Düsenkiste öffnet, so wird die Schwebedüse durch den neu eingesammelten Aufsatz ersetzt. Bei den zwei weiteren Aufsätzen handelt es sich um die Raketen- und die Turbodüse: Erstere katapultiert Mario in die Luft, mit Letzterer kann sich die Spielfigur sowohl an Land als auch zu Wasser besonders schnell fortbewegen und sowohl höher als auch weiter springen als gewöhnlich, des Weiteren ermöglicht die Turbodüse dem Klempner, auf dem Wasser zu laufen.
Ab einem gewissen Spielfortschritt erscheinen in manchen Leveln und Missionen grüngefleckte Eier. Bringt Mario eine vorgeschriebene Frucht zu einem solchen Ei, so schlüpft daraus der Dinosaurier Yoshi, der Mario als Reittier dient. Yoshi kann in Super Mario Sunshine Gegner und Früchte verspeisen sowie Saft speien, der ähnlich wirkt wie das Wasser des Dreckweg 08/17 und außerdem jenen Schleim auflösen kann, der gegen normales Wasser resistent ist. Manche Gegner kann Yoshi mit seinem Saft in Plattformen verwandeln, deren Verhalten abhängig davon ist, welche Früchte der Dinosaurier zuvor verzehrt hat. Außerdem kann Yoshi einen kurzen Flatterflug durchführen. Yoshi verschwindet, sobald er in einen Abgrund stürzt, mit Wasser in Kontakt gerät oder sein Saftvorrat erschöpft ist. Ferner kann ihn Mario innerhalb einer Mission höchstens bis zu deren Ende behalten.

## Entstehungsgeschichte
Super Mario Sunshine entstand bei der Nintendo-Entwicklungsabteilung Entertainment Analysis & Development (EAD). Als Produzenten dienten die beiden Abteilungsleiter Shigeru Miyamoto und Takashi Tezuka, die außerdem die Super-Mario-Serie begründet hatten. Die Projektleitung übernahmen Kenta Usui und Yoshiaki Koizumi, der zuvor Co-Director von Super Mario 64, The Legend of Zelda: Ocarina of Time (N64, 1998) und The Legend of Zelda: Majora’s Mask (N64, 2000) gewesen war. Das Entwicklerteam umfasste laut Miyamoto etwa 30 Personen, in den Credits werden ungefähr 50 Mitwirkende genannt. Einige davon waren junge Nintendo-Mitarbeiter, für die Sunshine ihr Videospiel-Debüt darstellte.
Kurz nach der Veröffentlichung von Super Mario 64 für das Nintendo 64 (N64), einem der ersten Videospiele mit frei begehbarer 3D-Spielwelt, hatte Nintendo die Arbeiten an einer Fortsetzung aufgenommen. Aus den beiden Projekten Super Mario 64 2 (64DD, 1998/1999) und Super Mario 128 (GameCube, ab 2000) resultierten jedoch keine veröffentlichten Spiele. Stattdessen erschien erst sechs Jahre nach der Markteinführung von Super Mario 64 mit Sunshine dessen offizieller Nachfolger.

### Projektbeginn

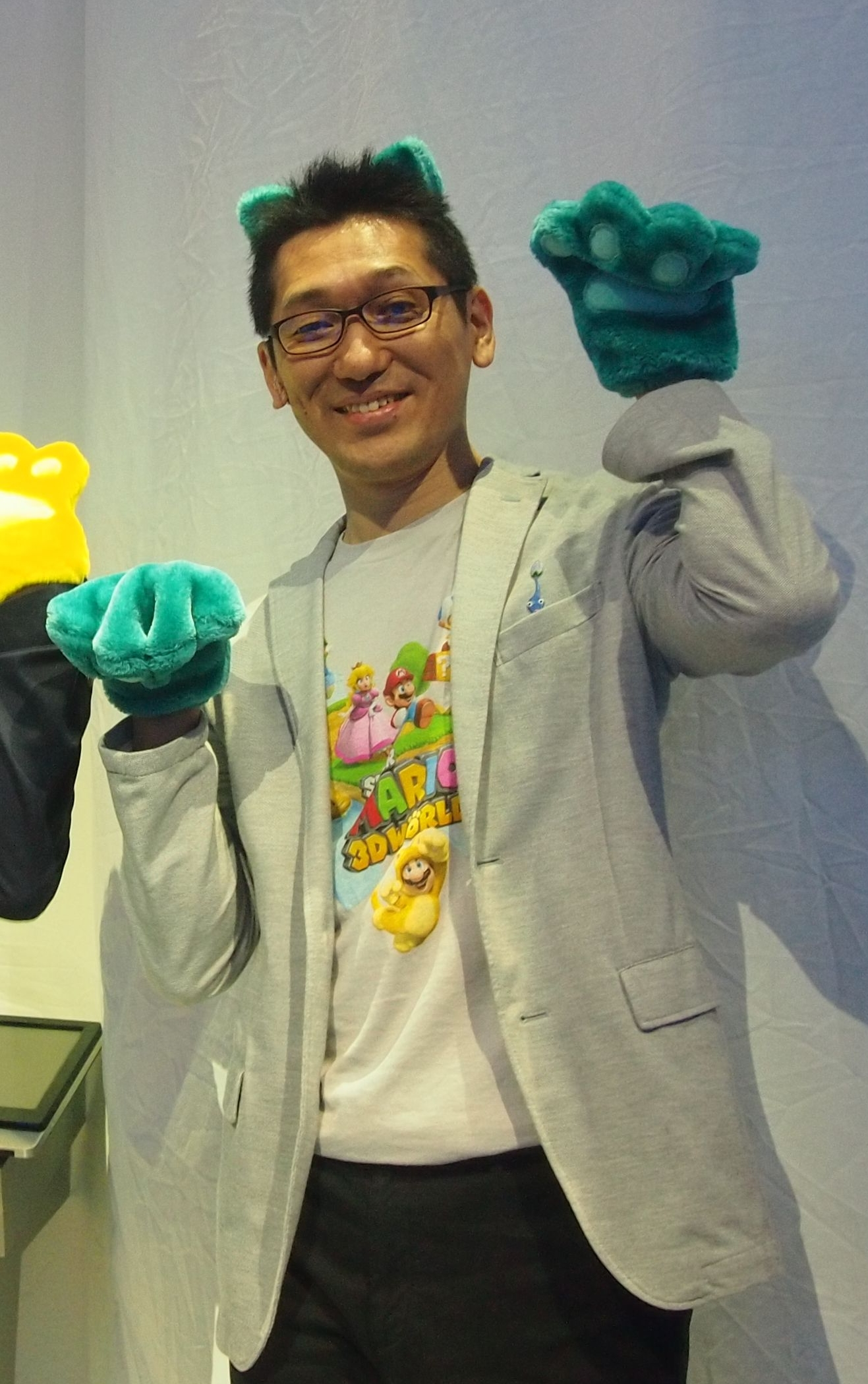
Koichi Hayashida war als leitender Programmierer für die Erstellung des Programmcodes von Super Mario Sunshine verantwortlich.

Mitte 1999 wurde bekanntgegeben, dass Nintendo an einem neuen Super-Mario-Spiel arbeite für die damals noch unter dem Projektnamen „Dolphin“ in der Entwicklung befindliche N64-Nachfolgekonsole. Tatsächlich befasste sich Nintendo zu diesem Zeitpunkt aber noch mit der Grundlagenentwicklung. Zunächst programmierte Nintendo eine neue Spiel-Engine für den GameCube, die in mehreren Videospielen zum Einsatz kommen sollte, sodass die technischen Grundlagen nicht für jedes Projekt neu entwickelt werden mussten. Von dieser Maßnahme versprach sich Nintendo einen effizienteren Entwicklungsprozess. Während die neue Entwicklungsumgebung entstand, ruhten die Arbeiten an dem neuen Super-Mario-Spiel. Dessen eigentliche Entwicklungsphase begann erst Ende 2000 oder Anfang 2001 und dauerte ungefähr eineinhalb Jahre an. Nintendos neue Spiel-Engine fand in Super Mario Sunshine ihren ersten Einsatz und wurde später unter anderem auch für The Legend of Zelda: The Wind Waker (GC, 2003) genutzt. Kōichi Hayashida war an der Grundlagenarbeit für den GameCube und der Erstellung der neuen 3D-Engine beteiligt gewesen und wurde als leitender Programmierer des neuen Super-Mario-Projekts eingesetzt.
Zur weiteren Verkürzung der Entwicklungsarbeiten stellte Nintendo ein internes Team zusammen, das spieleübergreifend die 3D-Modelle häufig verwendeter Spielfiguren erstellen sollte. Die Modelle einiger Hauptcharaktere aus Sunshine stammen von jenem Team und wurden entsprechend in späteren Spielen wiederverwendet. Das Sunshine-Team gestaltete lediglich exklusive Modelle, etwa zu neuen Gegnern.

### Konzeptarbeiten

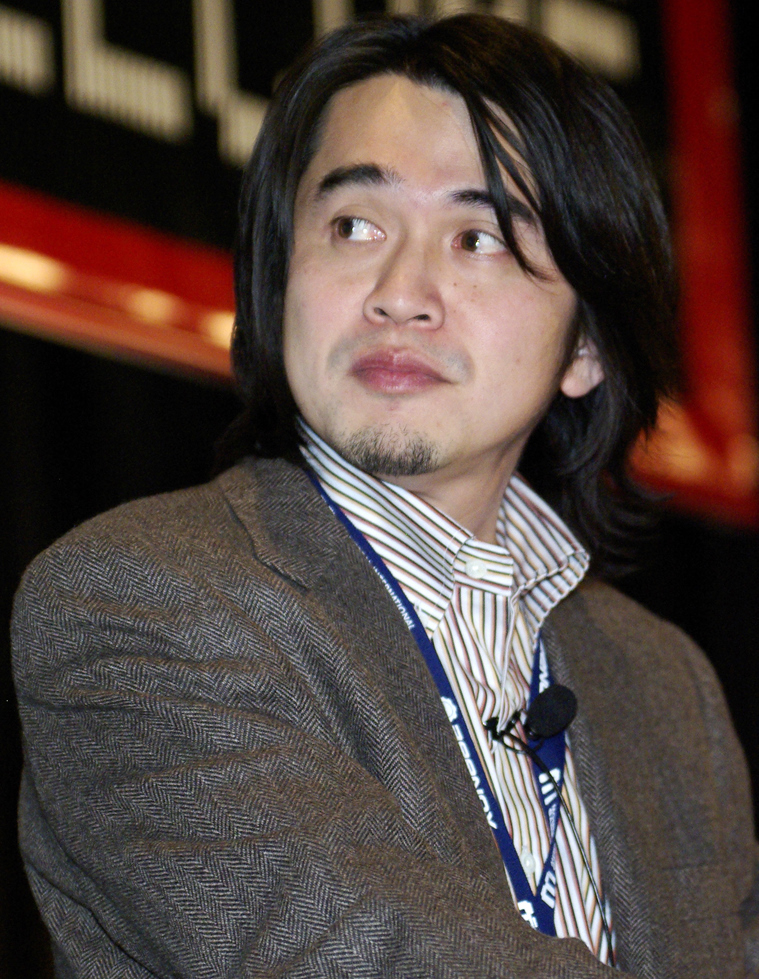
Co-Director Yoshiaki Koizumi dachte sich das Wasserdüsenkonzept aus.

Die wichtigste Neuerung in der Spielmechanik von Super Mario Sunshine geht auf eine Idee von Yoshiaki Koizumi zurück. Die beiden analogen Schultertasten des GameCube-Controllers erinnerten ihn an den Abzug einer Wasserpistole und inspirierten ihn zu einem darauf basierenden Spiel. Das Team um Koizumi erarbeitete darauf aufbauend ein Spielkonzept. Drei Monate nach Beginn dieser Konzeptphase, in der das Projekt noch keiner Spieleserie zugeordnet war, entschieden die Entwickler, das neue Wasserdüsenkonzept mit dem Spielprinzip von Super Mario 64 zu kombinieren. So begannen die Arbeiten an einem neuen Super-Mario-Teil. Dabei wollten die Entwickler anspruchsvolle Wasserdarstellungen einbringen, um die leistungsfähige GameCube-Hardware unter Beweis zu stellen. Deswegen avancierte Wasser zum zentralen Motiv des neuen Projekts von Nintendo EAD. Um dem Rechnung zu tragen, sollte das Spiel auf einer tropischen Insel im Sommer handeln. Schon früh planten die Entwickler eine zu diesem Szenario passende Veröffentlichung des neuen Spiels im Sommer 2002. Der finale Name des Spiels, Super Mario Sunshine, stammt von Koizumi.
Nachdem das Konzept der Wasserdüse feststand, legte Koizumi das Aktionsrepertoire der Spielfigur und die weiteren Spielelemente fest. Zu diesem Zeitpunkt kam die Idee auf, dass Mario mit seiner Wasserdüse Graffiti beseitigen sollte. Dazu experimentierte das Team mit der Berechnung von Bewässerung, Graffiti-Zeichnung und -Entfernung.
Für die Umsetzung der Wasserdüsen-Idee gab es verschiedene Optionen. Eine davon war, dass Yoshi auf Marios Kopf sitzen und von dort Wasser speien sollte. Eine andere Überlegung sah vor, dass Mario selbst das Wasser verschießt. Auch standen Aussehen und Funktion einer klassischen Wasserpistole zur Debatte. Im Hinblick auf eine Veröffentlichung in Nordamerika, wo Nintendo jede Verbindung mit Waffen oder Pistolen vermeiden wollte, entschied sich das Team aber gegen das Aussehen einer Wasserpistole.
Zehn Düsen entwarf das Entwicklerteam für den Dreckweg 08/17, wobei die Schwebedüse, die das Gerät zu einem Raketenrucksack umfunktioniert, eine der letzten Ideen war. Zu Gunsten der Übersichtlichkeit wurde die Anzahl der Düsen aber reduziert und die Schwebedüse zu einer der beiden Hauptfunktionen gemacht. Zu den verworfenen Ideen gehören etwa eine Feuerwerk-artige und eine Sprinklerdüse. Durch die Schwebedüse erhofften sie sich, den Spielern die Abschätzung der räumlichen Distanz und damit insbesondere zielgenaue Sprünge zu erleichtern. Dies war nämlich eine Schwäche von Super Mario 64 und anderen zeitgenössischen 3D-Jump-’n’-Runs. Durch diese Maßnahme sollte die Wasserdüse die Steuerung des neuen Spiels einfacher gestalten, zugleich erhöhte sie aber auch dessen Lernkurve.
Gemäß der Zielsetzungen zum neuen Projekt sollten die Spielwelten realistischer wirken als in Super Mario 64 und viele Gebäude aufweisen, damit Marios Wandsprung häufiger zum Einsatz kommt. Ferner sollten die Spielwelten größer sein als die des Vorgängers. Im Rahmen dieser Zielsetzung sammelten einige Mitglieder des Entwicklerteams durch Reisen Inspiration für die Gestaltung der Spielwelten. Entsprechend entstand die Oberwelt „Piazza Delfino“, die Hauptstadt der fiktiven Insel „Isla Delfino“, deren Umrisse denen eines Delfins ähneln und deren Name eine Anspielung auf den Arbeitstitel des GameCube ist.
Koizumi zeichnete auch für die Filmszenen des Spiels verantwortlich und sprach sich ferner dafür aus, dass Mario neue Kleidung tragen sollte. Produzent Tezuka war allerdings gegen diese Idee, zeigte sich jedoch damit einverstanden, dass der Klempner anders als üblich ein kurzärmeliges Shirt unter seinem blauen Overall trägt.

### Entwicklungsprozess

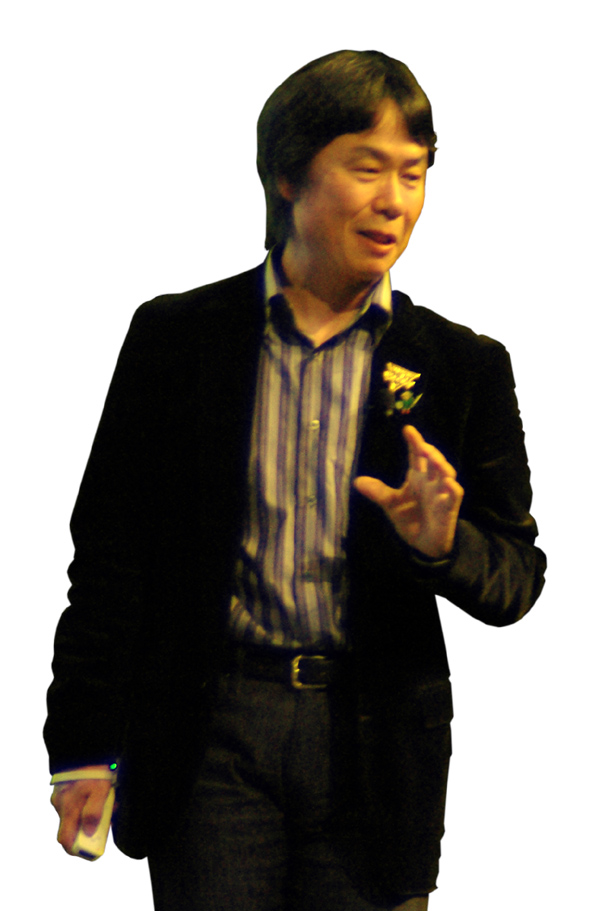
Serienschöpfer und Produzent Shigeru Miyamoto

Das Entwicklerteam überarbeitete das Kamerasystem aus Super Mario 64, sodass der Spieler die Sicht auf das Geschehen nun stufenfrei steuern kann. Dies sollte dazu beitragen, die Zugänglichkeit des neuen Spiels zu erhöhen. Außerdem ermöglichte das überarbeitete System komplexe Kamerafahrten, wie sie im Spiel etwa während einer Achterbahnfahrt zum Einsatz kommen. Auch eine automatische oder semi-automatische Kamera standen zur Debatte, konnten sich letztlich aber nicht durchsetzen.
Ursprünglich sollte Mario per Zug von der Oberwelt Piazza Delfino zu den einzelnen Distrikten der Insel gelangen. Im finalen Spiel erreicht Mario diese Orte stattdessen, indem er magische Wand-Graffiti oder besondere Orte in Piazza Delfino betritt – ähnlich wie der Klempner in Super Mario 64 durch magische Gemälde springen muss, um von Prinzessin Peachs Schloss zu den anderen Spielwelten zu gelangen. Außerdem verwarf das Team mutmaßlich bereits früh im Entwicklungsprozess mindestens fünf geplante Spielwelten. Der Vulkan Collina Korona, der im finalen Spiel lediglich Schauplatz des Endkampfes ist, sollte ursprünglich wie die anderen Spielwelten auch über mehrere Missionen verfügen. Außerdem arbeitete das Team an einem Kameraverhalten für einen offenbar geplanten Mehrspieler-Modus, der allerdings nie finalisiert wurde.
Mitte 2001 war das grundlegende Spielsystem fertig entwickelt. Material aus dieser Entwicklungsphase weist noch große Unterschiede zum fertigen Spiel auf und zeigt frühe oder alternative Versionen einiger Spielwelten. Die einzelnen Welten wurden nämlich im Laufe der Entwicklungsarbeiten mehrmals umgestaltet. Auch das Head-up-Display durchlief mehrere Stadien. Außerdem waren zunächst noch menschliche Nicht-Spieler-Charakter enthalten, wohingegen im Endprodukt neben Mario und Prinzessin Peach keine Menschen dargestellt werden. Ab Mitte 2001 versuchten die Entwickler das Produkt mehr in die Richtung von Super Mario 64 zu lenken. Auch Pressematerial, das nur wenige Wochen vor der Fertigstellung des Spiels entstand, weist noch einige Unterschiede zum fertigen Spiel auf.
Mitte 2003 äußerte Miyamoto gegenüber dem Videospieljournalisten Steven L. Kent, dass die Entwicklung von Super Mario Sunshine etwas zu spät begonnen habe. Er deutete an, dass das Spiel aufgrund des fixen Veröffentlichungstermins nicht weiter vergrößert und verbessert werden konnte:

“In the case of [Super] Mario Sunshine, I think that we could have made the game a lot more interesting if we had worked harder on it. […] Obviously, because of the concept of [Super] Mario Sunshine, there was a need to release the game during the summer. Based on that, you could say that we started [development of] the game a little later than we should have.”

„Was Super Mario Sunshine betrifft, denke ich, dass wir das Spiel viel interessanter hätten machen können, wenn wir härter gearbeitet hätten. […] Wegen der Atmosphäre von Super Mario Sunshine mussten wir das Spiel natürlich im Sommer auf den Markt bringen. Darauf bezogen lässt sich sagen, dass wir mit der Entwicklung des Spiels etwas zu spät angefangen haben.“

### Musik und Ton

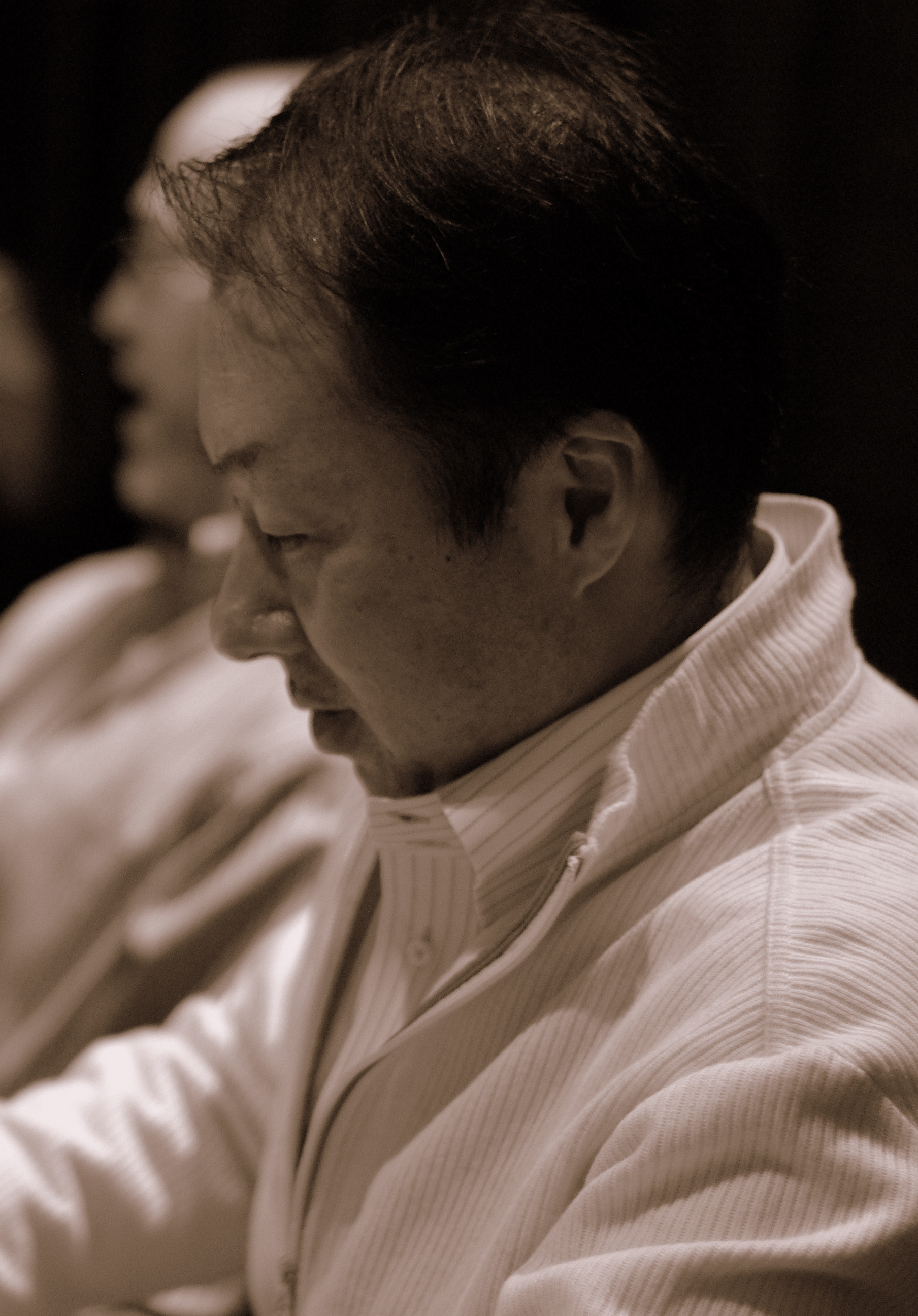
Super-Mario-Serienkomponist Kōji Kondō verfasste unter anderem das Hauptthema von Super Mario Sunshine.

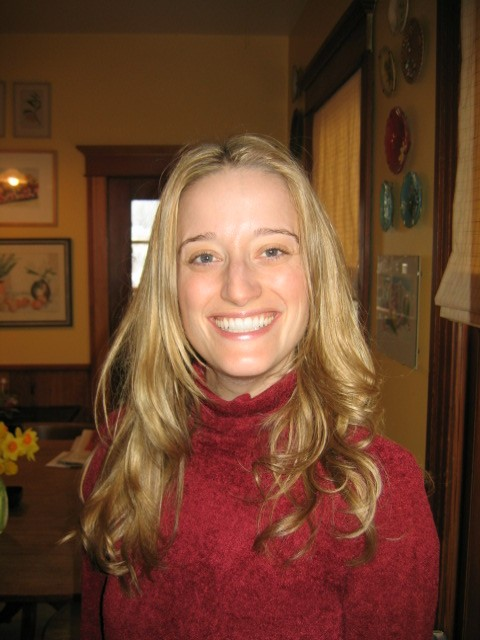
Jen Taylor synchronisierte Prinzessin Peach und die Toads.

Die Videospielmusik von Super Mario Sunshine verfassten Kōji Kondō und Shinobu Tanaka. Kondō ist seit Bestehen der Super-Mario-Reihe für deren Musik verantwortlich und komponierte den Großteil der Stücke für Sunshine, darunter auch die Hintergrundmelodie von Piazza Delfino, welche als Hauptthema des Spiels fungiert. Tanaka hingegen hat ihre Arbeit bei Nintendo erst 2001 aufgenommen und vor Sunshine am Soundtrack von Luigi's Mansion mitgewirkt.
Entsprechend der Spielatmosphäre ist der Soundtrack von Super Mario Sunshine überwiegend als karibische Musik zu klassifizieren und nutzt charakteristische Instrumente wie Steel Pans. Wenn Mario auf Yoshi reitet, wird die Hintergrundmusik durch eine Bongo-Tonspur ergänzt. Einige Stücke aus Super Mario Sunshine stellen Arrangements von Melodien aus Super Mario Bros. (NES, 1985) dar, dem ersten Teil der Reihe. Dazu zählt eine A-cappella-Version der bekannten Titelmelodie der Super-Mario-Serie.
Als einziger Super-Mario-Teil hat Sunshine Zwischensequenzen mit Sprachausgabe. Die Ausrufe des ansonsten stummen titelgebenden Klempners stammen von Charles Martinet. Den Toads und Prinzessin Peach lieh die Synchronsprecherin Jen Taylor ihre Stimme, Kit Harris sprach den Dreckweg 08/17 und die Paradisos, Scott Burns synchronisierte Bowser sowie die männlichen Palmas und Dolores Rogers sprach Bowser Jr. und die weiblichen Palmas ein. Für die Toneffekte von Yoshi lieh der Nintendo-Komponist Kazumi Totaka seine Stimme. Super Mario Sunshine bietet, selbst in der japanischen Originalfassung, ausschließlich englische Sprachausgabe mit Untertiteln.
Super Mario Sunshine unterstützt Dolby Pro Logic II. Das Spiel nutzt Surround Sound beispielsweise während der Verfolgungsjagden mit Mario Morgana. Dabei hört der Spieler das Thema von Mario Morgana aus der Richtung, in der sich der Bösewicht befindet, und die Melodie wird lauter, je näher Mario seinem Widersacher kommt.

### Grafik
Super Mario Sunshine läuft mit einer konstanten Bildrate von 30 Bildern pro Sekunde. Während der Entwicklungsphase betrug die Bildrate des Spiels hingegen noch 60 Bilder pro Sekunde. Der GameCube berechnet das Bild in einer nativen Auflösung von 480p im Vollbildverfahren und im Seitenverhältnis 4:3. Ein wichtiger Bestandteil der Grafik des Spiels ist die Flüssigkeitssimulation, die zusammen mit speziellen Shadern sowie der Berücksichtigung von Reflexionen und Lichtbrechungen zu einer realistischen Darstellung von Wasser beitragen. Das Schleim-Feature realisierte das Entwicklerteam mithilfe von animierten Texturen, die über die Spielwelten gelegt werden und die dynamisch auf die Einwirkung des Spielers reagieren. Zu weiteren Postprocessing-Effekten, die Super Mario Sunshine zur Erzeugung der glaubwürdigen Atmosphäre einer heißen Tropeninsel nutzt, zählen Bumpmapping, Schärfentiefe sowie hitzebedingte Verzerrungen. Während Sunshine abseits dessen relativ wenige Schattierungseffekte anwendet, viele Texturen verschwommen sind und die Charaktermodelle flach und grob wirken, bedient es sich komplexer Partikelsysteme. Auch berechnet es die Physik des Schleims möglichst realistisch, sodass Mario beispielsweise selbst schmutzig wird bei Kontakt mit Schleim und diesen mit seinen Fußspuren verschmiert. Darüber hinaus bietet das Spiel eine relativ hohe Render-Sichtweite.

## Veröffentlichung

### Markteinführung

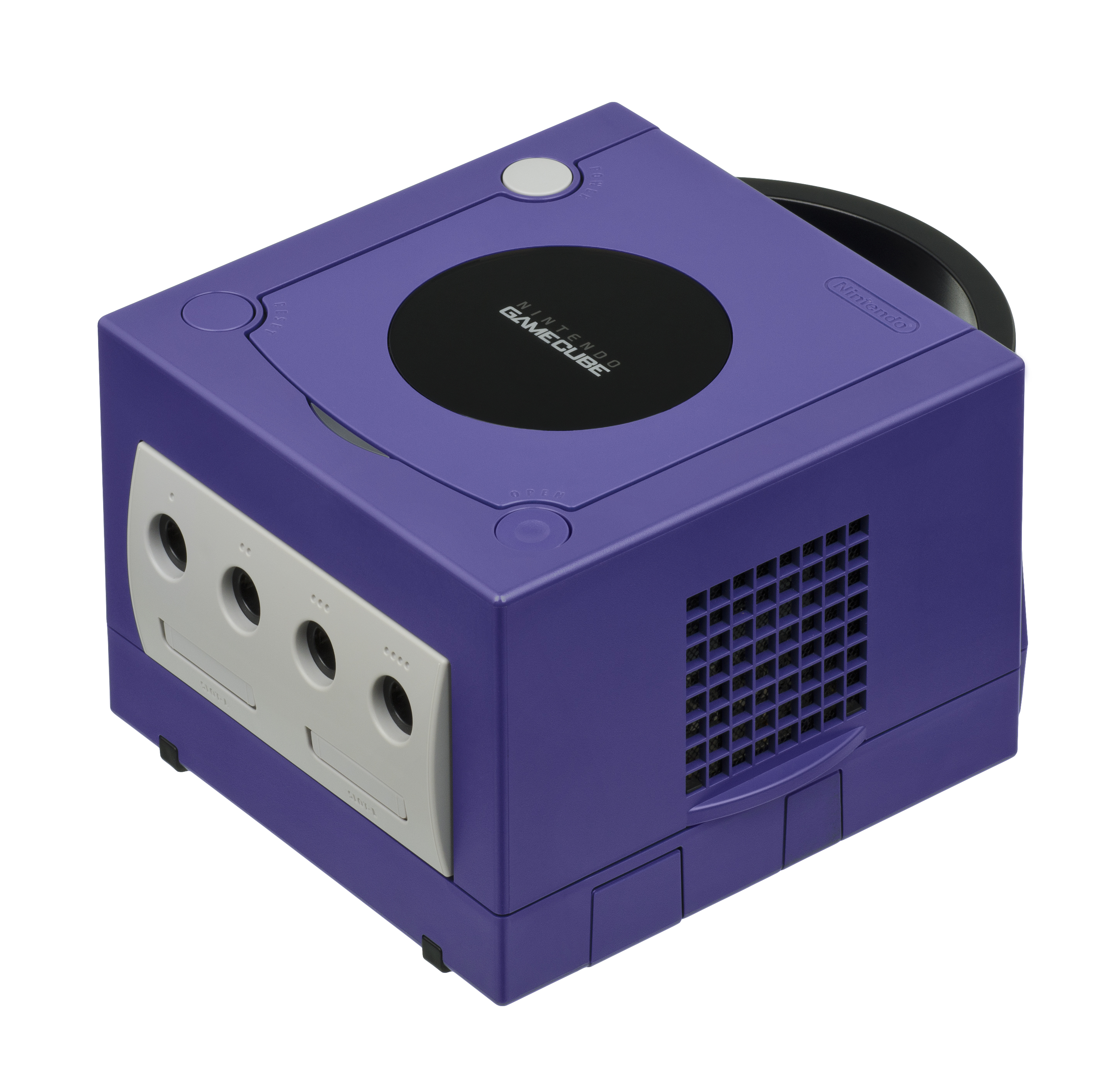
Der GameCube war die erste Nintendo-Konsole ohne neues Super-Mario-Spiel als Launchtitel; stattdessen kam parallel zur Konsole Luigi’s Mansion heraus. Sunshine erschien erst ein Jahr nach dem GameCube.

Im Mai 2001 tauchte erstmals der Name Mario Sunshine als GameCube-Spiel auf einer Nintendo-Website zur E3 2001 auf. Im selben Monat kündigte Miyamoto an, dass Nintendo das neue Super-Mario-Spiel für den GameCube auf der Nintendo Space World am 22. August 2001 erstmals vorstellen werde. Im Rahmen dieser hauseigenen Messe präsentierte Miyamoto Videospieljournalisten das erste Videomaterial zu Super Mario Sunshine. Hierbei war der Dreckweg 08/17 noch nicht in Aktion zu sehen. Als Grund dafür gab Miyamoto an, dass man geistigen Diebstahl des Konzeptes verhindern wollte. Obwohl die Vorstellung hinter verschlossenen Türen stattfand und Miyamoto die Veröffentlichung von Bild- oder Videomaterial untersagte, verbreitete die Spielewebsite IGN eine abgefilmte Version des Materials. Als Veröffentlichungszeitraum für das Spiel gab Nintendo auf der Space World den Sommer 2002 an. Der Name „Super Mario Sunshine“ galt zu diesem Zeitpunkt bloß als vorübergehender Arbeitstitel des Spiels. Die finalen Veröffentlichungstermine des Spiels teilte Nintendo im März 2002 mit. Ende Mai 2002 stellte Nintendo Super Mario Sunshine auf der Electronic Entertainment Expo der Öffentlichkeit vor und präsentierte einen Trailer.
In Japan veröffentlichte Nintendo Super Mario Sunshine am 19. Juli 2002. In Nordamerika erfolgte die Markteinführung des Spiels am 26. August 2002 und in Europa sowie Australien am 4. Oktober 2002. Im Oktober 2002 brachte Nintendo ein Bundle heraus, das die GameCube-Konsole inklusive Controller und Memory Card sowie ein Exemplar von Super Mario Sunshine umfasste. Unter dem Label „Player's Choice“ veröffentlichte Nintendo im September 2003 neue Exemplare des Spiels zu einem günstigeren Preis.
Zur Vermarktung des Spiels veranstaltete Nintendo im August 2002 in San Francisco einen Weltrekordversuch. Dabei wurden 1,5 Tonnen Spaghetti serviert, womit Nintendo laut dem Guinness-Buch der Rekorde den Weltrekord für die größte Pasta-Portion erlangte.

### Verkaufszahlen
In Japan legte Super Mario Sunshine einen erfolgreichen Verkaufsstart hin. Laut Analyseunternehmen wurden in den ersten drei Tagen auf dem Markt über 300.000 Exemplare verkauft, womit das Spiel den ersten Platz der japanischen Videospiel-Wochencharts erreichte. In der darauffolgenden Woche wurde das Spiel 100.000 weitere Male erworben. Bis Ende August stiegen die Verkaufszahlen von Sunshine in Japan auf rund eine halbe Million Exemplare an.
Während der ersten zehn Tage auf dem nordamerikanischen Markt wurden laut Nintendo über 350.000 Exemplare von Super Mario Sunshine verkauft. Die Absatzzahlen des GameCube hätten sich im Veröffentlichungszeitraum um etwa 50 % erhöht. Obwohl es erst gegen Ende des Monats erschienen war, avancierte Sunshine plattformübergreifend zum zweitmeistverkauften Videospiel in Nordamerika im August 2002. Im Folgemonat September befand sich Sunshine auf dem dritten Platz der nordamerikanischen Videospielcharts. Mit Stand 2003 lagen die Verkaufszahlen des Spiels in Nordamerika laut der NPD Group bei knapp über 1,1 Million.
Auf dem europäischen Markt konnte Nintendo eigenen Angaben zufolge während des Wochenendes der Markteinführung etwa 175.000 Exemplare des Spiels absetzen. Hier seien die Verkaufszahlen des GameCube um etwa 40 % angestiegen. Außerdem hieß es, Sunshine habe sich zu dieser Zeit etwa drei Mal so häufig verkauft wie Super Mario 64 zur entsprechenden Zeit seines Marktzyklus.
Mit Stand Dezember 2003 hat Nintendo weltweit 3,5 Millionen Kopien von Super Mario Sunshine ausgeliefert, bis Juni 2006 stiegen die weltweiten Verkaufszahlen auf 5,5 Millionen an und 2010 beliefen sie sich auf 6,3 Millionen. Nach Super Smash Bros. Melee (2001) und Mario Kart: Double Dash!! (2003) stellt der Titel damit das dritterfolgreichste GameCube-Spiel dar.

## Rezeption

### Vorschauberichte
Im August 2001 präsentierte Nintendo der Presse erstmals Super Mario Sunshine. Darauf beurteilte die Website IGN in einem Vorschaubericht die Spielwelten sowie Marios Aktionen positiv. Die Welten seien zwar realistischer, größer und detaillierter als in Super Mario 64, entsprächen damit jedoch nicht unbedingt den Erwartungen. Da wesentliche Spielkonzepte noch unbekannt waren, zeigte sich IGN nur vorsichtig optimistisch. Ebenso bedacht äußerte sich die Website GameSpot. Sie merkte weiterhin an, dass sich das Spiel noch in einer sehr frühen Entwicklungsphase zu befinden schien – einige Grafik- und Ton-Elemente waren etwa vorläufig aus Mario 64 übernommen worden – und war skeptisch, ob das Spiel tatsächlich bis Sommer 2002 fertiggestellt sein werde.
IGN-Redakteur Matt Casamassina schrieb im März 2002 einen weiteren vorsichtig-skeptischen Vorschaubericht zum Spiel. Sunshine wirke bloß wie Mario 64 in besserer Grafik, die für GameCube-Verhältnisse dennoch nicht sehr ansehnlich sei und mitunter sogar ruckele, kritisierte er. Nintendo halte noch viele Informationen zum Spiel zurück, sodass ihm schwer fiel, ein Urteil zu fällen. Dennoch zeigte sich der Redakteur zuversichtlich, dass Sunshine eine dynamische Spielwelt bieten und außergewöhnlich spaßig sein werde.

### Kritik zur Markteinführung
Zu seiner Markteinführung erhielt Super Mario Sunshine sehr gute Kritiken. Bei dem Wertungsaggregator Metacritic weist das Spiel einen sogenannten Metascore von 92 % auf. In diese Durchschnittswertung flossen 61 Rezensionen ein. Das Wertungsmittel bei GameRankings beträgt 91,5 % und wurde anhand von 76 Einzelwertungen berechnet.
Die im August 2002 veröffentlichte Rezension zu Super Mario Sunshine von IGN fiel zwar sehr positiv aus, enthielt aber auch viel negative Kritik. Der Redakteur Fran Mirabella III äußerte, dass die Level vom spielerischen Aspekt aus betrachtet abwechslungsreich, spaßig und überzeugend gestaltet seien, allerdings thematisch wegen des Inselmotivs wenig abwechslungsreich ausfielen. Sunshine wende sich von einigen bekannten Themen und Elementen der Super-Mario-Reihe ab und könne somit nur wenig durch Nostalgie punkten. Außerdem beurteilte Mirabella die neuen Charaktere des Spiels als unbedeutend, die Handlung und die Gestaltung der Figuren als stupide und nicht gut ausgearbeitet und kritisierte die Zwischensequenzen als schlecht gemacht. Der Dreckweg 08/17 indes sei ein sinnvolles und gut eingebautes Spielelement, welches das Navigieren durch die Welten vereinfache und zugleich dem Spielkonzept mehr Tiefe verleihe. Mirabella attestierte dem Spiel zudem eine gelungene und präzise Steuerung, die dank mehr Möglichkeiten als in vorherigen Teilen unterschiedliche Spielstile ermögliche. Dem stehe die Kamerasteuerung im Weg, die insbesondere für Gelegenheitsspieler schwierig zu erlernen sei und überdies mitunter grobe Mängel aufweise. Mit etwas Übung aber entpuppe sich die Kamera als mächtiges Werkzeug. Ambivalent fiel das Urteil des Redakteurs zur Technik des Spiels aus. Einerseits punkte Sunshine durch einen flüssigen Bildaufbau, realistische Wasserdarstellungen und eine gute Weitsicht, andererseits trübe die Qualität der Texturen zusammen mit dem hohen Kontrast und den teils blendend grellen Farben den optischen Eindruck. Den Soundtrack von Sunshine beschrieb Mirabella als untypisch für die Super-Mario-Serie. Er sei an und für sich nicht schlecht gemacht und enthalte einige eingängige, jedoch auch viele belanglose Stücke ohne bleibenden Eindruck. Gut klängen die Toneffekte sowie Charles Martinet in der Rolle des Mario, wohingegen insbesondere die Toads und die Inselbewohner ausgesprochen dümmlich klängen. Zusammenfassend bezeichnete der IGN-Redakteur den Titel zwar als spaßigstes 3D-Jump-’n’-Run überhaupt, doch infolge kleinerer Makel sei er nicht perfekt.
Tom Bramwell von der englischsprachigen Website Eurogamer besprach das Spiel im Oktober 2002 sehr positiv. Die grundlegende Steuerung sei einfach erlernbar und der Dreckweg 08/17 füge sich als natürliche wie intuitive Erweiterung gut ein. Allerdings sei das Kamerasystem weniger gelungen als im Vorgänger und störe den Spielverlauf, da es einer häufigen manuellen Korrektur bedürfe. Begeistert zeigte sich Bramwell von der sehr abwechslungsreichen Gestaltung der Spielwelten und der Missionen. Allgemein stelle Sunshine den Spieler vor eine größere und zugleich ausgeglichenere Herausforderung als der Vorgänger, wobei der Redakteur die Parcours-Level als besonders knifflig empfand. Der Grafikstil ähnele stark dem des Vorgängers, profitiere aber durch die höhere Rechenleistung des GameCube. In diesem Zusammenhang hob Bramwell die ausdrucksstarken und detaillierten Animationen von Figuren und Gegnern hervor.
Konrad Lischka vom deutschen Onlinemagazin Telepolis schrieb im Oktober 2002 über Super Mario Sunshine: „Das Spieldesign fesselt, macht Spaß und die Umgebung versetzt den Spieler in Urlaubsstimmung“. Die Darstellung von Flüssigkeiten, Reflexionen und Schleim bezeichnete er als „ästhetisches Erlebnis“, kritisierte jedoch ebenfalls die Kamerasteuerung. Außerdem attestierte er dem Spiel, anders als sein Vorgänger keine Revolution, sondern eine Evolution zu sein. Er stellte des Weiteren eine Antithese zwischen Mikro- und Makrokosmos von Super Mario Sunshine fest: Während Mario über mehr Fähigkeiten und Aktionen verfüge als in vorherigen Titeln, wirke das Spiel als Ganzes restriktiver und linearer.
Die britische Videospiel-Fachzeitschrift Edge betrachtete Super Mario Sunshine im September 2002 vor dem Hintergrund des Vorgängers Super Mario 64. Während Sunshine zwar eines der besten Nintendo-Spiele überhaupt sei und praktisch alle anderen Jump-’n’-Run-Spiele weit überbiete, reiche es nicht an die Qualität seines Vorgängers heran und könne so die hohen Erwartungen nicht erfüllen. Weil Sunshine bloß halb so viele Spielwelten wie sein Vorgänger aufweist, wirke es zudem abwechslungsloser und repetitiver. Außerdem fielen die Welten begrenzter und kleiner aus als die von Super Mario 64, die Unterwasser-Steuerung sei wesentlich eingeschränkter und die Missionen erforderten weniger Querdenkerei. Entsprechend sei Super Mario Sunshine insgesamt linearer als sein Vorgänger. Den Dreckweg 08/17 beurteilte die Edge als perfekt umgesetzte und reibungslos in den Spielfluss integrierte Neuerung, die dem Spieler besonders beim Experimentieren sehr viel Spaß bereite. Infolge der Wasserdüse seien viele Level des Spiels vertikal ausgerichtet und würden sich auf Klettern fokussieren, was mitunter für Frustmomente sorge. Die Schuld für den Verlust eines Versuchs sei aber nie bei der Steuerung zu suchen, sondern stets beim Spieler selbst. Außerdem berichtete die Fachzeitschrift von sporadischen technischen Mängeln wie Programmfehlern und Abstürzen, die für ein Nintendo-Spiel höchst ungewöhnlich seien. Als noch größeren Mangel benannte die Edge die Kamera des Spiels.

### Retrospektive Kritik
| Publikation (Jahr)    | Liste                     | Platzierung |
| --------------------- | ------------------------- | ----------- |
| Edge (2003)           | Spiel des Jahres 2002     | Platz 3     |
| Famitsu (2011)        | 50 beste Nintendo-Spiele  | Platz 19    |
| Game Informer (2009)  | 25 beste GameCube-Spiele  | Platz 7     |
| GameSpy (2005)        | 25 beste GameCube-Spiele  | Platz 10    |
| GamesRadar (2014)     | 50 beste GameCube-Spiele  | Platz 17    |
| IGN (2007)            | 25 beste GameCube-Spiele  | Platz 9     |
| IGN (2014)            | 125 beste Nintendo-Spiele | Platz 47    |
| Metacritic (2010)     | Beste Super-Mario-Spiele  | Platz 5     |
| Metro (2013)          | Beste Super-Mario-Spiele  | Platz 13    |
| Nintendo Life (2012)  | Beste Super-Mario-Spiele  | Platz 10    |
| Nintendo Power (2012) | 285 beste Nintendo-Spiele | Platz 83    |
| ONM (2009)            | 100 beste Nintendo-Spiele | Platz 46    |

2009 äußerte Levi Buchanan von IGN, dass Super Mario Sunshine zu seiner Veröffentlichung weltweit außergewöhnlich gute Rezeption erhielt und die Mängel des Spiels erst in den folgenden Jahren in den Fokus gerückt seien. Das Urteil von Kritikern und Fans habe sich mit den Jahren so stark gewandelt, dass Sunshine nunmehr als eines der schlechtesten Spiele der Super-Mario-Reihe gelte. Um diese Aussage in einen Kontext einzubetten, zitierte Buchanan seinen Kollegen Daemon Hatfield: „Doch selbst wenn man enttäuscht war von Super Mario Sunshine, es war immer noch besser als 90 % aller anderen Spiele“ („Even if you were disappointed with Sunshine, it was still better than 90-percent of what else is out there“). Konkret kritisierte IGN, dass der Dreckweg 08/17 nicht mehr als ein Gimmick sei und die Super-Mario-Reihe spielerisch nicht nachhaltig beeinflusst habe. Zudem lenke die Wasserdüse vom eigentlichen Spielkonzept ab, sodass die ohne sie zu bewältigenden Parcours-Missionen interessanter seien als der Rest des Spiels. Hinzu kämen unausgegorene Ideen in nicht optimaler Ausführung, was für ein Super-Mario-Spiel sehr ungewöhnlich sei.
Chris Schilling von Eurogamer schrieb 2013 in einer Retrospektive zu Super Mario Sunshine: „Die Handlung ist schrecklich, ihre Einleitung endlos und peinlich und die Kamera müht sich furchtbar mit der komplexen Levelarchitektur ab“ („The story is dire, its introduction interminable and embarrassing. The camera struggles terribly with the complex level geometry“). Der Autor führt diese Mängel zurück auf eine zu frühe Beendigung der Entwicklungsarbeiten infolge der hohen Nachfrage nach dem Spiel sowie der geringen Anzahl an Dritthersteller-Veröffentlichungen für den GameCube. Bei vielen Fans sei ferner der Dreckweg 08/17 wegen seiner als nervig empfundenen Stimme nicht gut angekommen. Als weiteres Problem von Sunshine identifizierte Schilling den hohen Schwierigkeitsgrad: Die Parcours-Level bestrafen jeden Fehler seitens des Spielers mit einem Neustart, und in den normalen Leveln bedeutet der Sturz von einer hohen Passage mitunter einen zeitlichen Rückfall von einigen Minuten. Weil der Spieler mit der Schwebedüse einen missglückten Sprung oder einen Absturz von einer Plattform korrigieren kann, gestalte der Dreckweg 08/17 jene Situationen frustfreier. Ein ambivalentes Urteil fällte der Redakteur zu den Blauen Münzen: Einerseits ein wenig kreatives Mittel, um die Spielzeit zu verlängern, würden sie andererseits zur genaueren Erkundung der Umgebungen einladen.
2015 veröffentlichte die deutsche Nintendo-Website Nintendo-Online eine retrospektivische Rezension zu Super Mario Sunshine, in der sie schrieb, dass die überzeugenden Spielwelten durch viele versteckte Geheimnisse zum filigranen Erkunden einladen würden. Jedoch nutzten die Missionen des Spiels dessen weitläufige Welten zu wenig aus; stattdessen sorgten wiederkehrende Aufgabentypen für Monotonie. Den Dreckweg 08/17 beurteilte Nintendo-Online als gewöhnungsbedürftige, aber kreative und intensiv wie nahtlos in den Spielfluss integrierte Erweiterung. Durch die Schwebedüse würde zudem die teils ungenaue und unter der ungleichmäßigen Bildrate leidende Steuerung kaschiert. Ferner beklagte die Website, dass es zu schwierig sei, sämtliche 120 Insignien der Sonne zu erhalten, da die dazu erforderlichen Blauen Münzen in zu großer Zahl vorhanden und zu gut versteckt seien.
Zum zehnten Jahrestag der Veröffentlichung von Super Mario Sunshine setzte sich die englischsprachige Website Nintendo Life mit der negativen Kritik zum Spiel auseinander. Redakteur Jamie O’Neill äußerte, dass die Steuerung der Kamera durch die großen Spielwelten und insbesondere die hohen vertikalen Strukturen mancher Level erschwert werde. Ein weiteres Problem sei die teils unausgewogene Lernkurve. Sunshine verlange vom Spieler darum viel Übung ab, versuche das Erlebnis jedoch durch mitunter großzügig verteilte Bonus-Versuche zu erleichtern. O’Neill konterte auf den häufig genannten Vorwurf, wonach Sunshine ähnlich wie Super Mario Bros. 2 nicht in den Kontext der Reihe passe, dass sich das Spiel einen ganz eigenen Platz innerhalb der Serie erarbeite. Das Fehlen klassischer Super-Mario-Szenarien wie Eis oder Wüste sei aufgrund des innerhalb der Reihe völlig neuen Handlungsortes nicht als mangelhafte Abwechslung zu interpretieren. Auch die Abwesenheit bekannter Gegner wie Gumbas oder Koopas sowie die neue Spielwelt, die nicht im bekannten Pilzkönigreich liegt, könne man Sunshine nicht negativ vorhalten, weil sich das Spiel stattdessen durch völlig neue Figuren und eine selbständige Spielwelt einen eigenen Stil erschaffe.
Chris Schilling bezeichnete Sunshine in diesem Kontext als das umstrittenste Super-Mario-Spiel. Der Titel könne kaum Bedeutung innerhalb der Reihe aufweisen und habe keine nachfolgenden Spiele beeinflusst. Schilling übertrug die Urlaubsthematik des Spiels metaphorisch auf dessen Bedeutung innerhalb der Super-Mario-Reihe: Die Spielwelt sei für die Serie sehr ungewöhnlich, da ihr Fokus mehr auf Realismus liege als auf der spielerisch ansprechenden Levelgestaltung. Isla Delfino soll einen Urlaubsort für Mario darstellen und dementsprechend sei die Spielwelt nicht exakt auf die Fähigkeiten der Figur abgestimmt. Um sich in diese Welt integrieren zu können, sei der Klempner darum auf den Dreckweg 08/17 angewiesen. Außerdem äußerte Schilling, dass der Spieler in Sunshine noch relativ viel Einfluss auf das eigentliche Abenteuer habe, da er die Spielwelt auf eigene Faust erkunden dürfe, wohingegen die nachfolgenden Spiele linearer geworden seien.

## Nachfolger und Einfluss auf andere Spiele
Die nächste Veröffentlichung innerhalb der Super-Mario-Reihe nach Sunshine war das 2D-Jump-’n’-Run New Super Mario Bros., das 2006 für die Handheld-Konsole Nintendo DS auf den Markt kam. Der Titel stammt jedoch von einem anderen Entwicklerteam innerhalb von Nintendo EAD. Das Team hinter Super Mario Sunshine indes hat 2003 ein neues EAD-Studio in Tokyo gegründet, welches 2004 Donkey Kong Jungle Beat für den GameCube hervorbrachte. Anschließend entwickelte EAD Tokyo das 3D-Jump-’n’-Run Super Mario Galaxy (Wii, 2007), das den Nachfolger von Sunshine darstellt. Unter der Leitung des Sunshine-Directors Yoshiaki Koizumi hat EAD Tokyo auch die nachfolgenden 3D-Spiele Super Mario Galaxy 2 (Wii, 2010), Super Mario 3D Land (Nintendo 3DS, 2011), Super Mario 3D World (Wii U, 2013) und Super Mario Odyssey (Nintendo Switch, 2017) entwickelt.
Chris Schilling von Eurogamer sprach sich 2013 für eine Fortsetzung von Super Mario Sunshine aus, weil Nintendo den Fehlern des Spiels ausgewichen sei anstelle sie auszubessern, und deswegen nachfolgende Spiele linearer aufgebaut habe. Während ein Super-Mario-Spiel mit weitläufigen Welten nun dank fortgeschrittener Technik besser als zuvor umsetzbar wäre, gehe Nintendo mit der Serie immer weiter in Richtung Linearität. Mit einem zweiten Sunshine-Spiel könne diesem Trend gegengesteuert werden, argumentierte der Redakteur.
2013 äußerte Sunshine-Director Yoshiaki Koizumi, interessiert an einer Umsetzung des Spiels mit autostereoskopischem 3D-Effekt für den Handheld 3DS zu sein, und im Rahmen der Veröffentlichung der HD-Neuauflage The Legend of Zelda: The Wind Waker HD (Wii U, 2013) bekundete der Produzent Shigeru Miyamoto Interesse an ähnlichen Wiederveröffentlichungen zu 3D-Super-Mario-Spielen wie etwa Sunshine. Am 18. September 2020 wurde Super Mario Sunshine zusammen mit Super Mario 64 (Nintendo 64, 1996) und Super Mario Galaxy (Wii, 2007) als Collection unter dem Namen Super Mario 3D Allstars auf der Nintendo Switch veröffentlicht.
Reverenzen auf Super Mario Sunshine in Form von Cameoauftritten von Charakteren, Umgebungen oder dem Dreckweg 08/17 hat Nintendo in Spielereihen wie Super Smash Bros., Mario Kart, Mario Tennis oder Mario Golf eingebracht. Außerdem avancierte der in Sunshine erstmals auftretende Bowser Jr. zu einem der zentralen Charaktere des Super-Mario-Universums und ist in einigen Ablegern der genannten Serien auch spielbar. In Super Mario Galaxy 2 existiert ferner ein Level, der an die Parcours-Level aus Sunshine erinnern soll.